# DR Хамелеона
DR Хамелеона (DR Cha), также HD 93237 — звезда в южном созвездии Хамелеона. Представляет собой двойную систему с общей видимой звездной величиной 5,97; звезда доступна для наблюдения невооружённым глазом на пределе видимости. DR Хамелеона находится на расстоянии около 1060 световых лет от Солнца, оценка расстояния получена на основе измеренного годичного параллакса и приведена в данных Gaia DR3. Звезда удаляется от Солнца, лучевая скорость определена неточно, по оценкам равна 18 км/с.
Видимому компоненту системы на протяжении истории исследования приписывали различные спектральные классы и классы светимости. Так, его относили к классу светимости гигантов (III), субгигантов (IV) и карликов (V); также указывалось на наличие эмиссионных линий в спектре. В большинстве исследований звезду относят к спектральному классу B5. Масса звезды в 6 раз выше массы Солнца, радиус превышает солнечный в 4,8 раза. Болометрическая светимость DR Хамелеона составляет 1587 светимостей Солнца при эффективной температуре фотосферы 12039 K, поверхность звезды имеет голубоватый оттенок. Возраст объекта оценивается в 50 миллионов лет, проекция скорости вращения на экваторе составляет около 70 км/с.
В 1982 году M. Jaschek внёс DR Хамелеона в каталог Be-звезд. Двойная система считается переменной типа Алголя с периодом около 19,4436 суток. В 2022 году  J. Labadie-Bartz и коллеги изучили данные спутика TESS и обнаружили, что именно первичный и вторичный минимумы разделены интервалом около 20 суток, то есть приведенное ранее значение 19,4436 суток соответствует не полному орбитальному периоду, а лишь интервалу между главным и вторичным затмениями.